# Ligne principale Kurobe Gorge Railway
La ligne principale Kurobe Gorge Railway (黒部峡谷鉄道本線, Kurobe Kyōkoku Tetsudō hon-sen) est une ligne ferroviaire de la compagnie Kurobe Gorge Railway située à Kurobe dans la préfecture de Toyama au Japon. Elle relie la gare d'Unazuki à celle de Keyakidaira en suivant les gorges du fleuve Kurobe.

## Histoire
La ligne est ouverte en 1926 entre Unazuki et Nekomata dans le but de transporter des matériaux et des ouvriers pour la construction de centrales hydroélectriques le long du fleuve Kurobe. En 1937, la ligne atteint Keyakidaira.
La ligne s'ouvre au grand public à partir de 1953.
En 1971, la ligne passe sous le contrôle de la Kurobe Gorge Railway.

## Caractéristiques

### Ligne
- longueur : 20,1 km
- écartement des voies : 762 mm
- électrification : 600 Vcc
- vitesse maximale : 25 km/h
- nombre de voies : voie unique

### Liste des gares
La ligne comporte 10 gares (les gares non ouvertes au public sont en italique)
| Gare             | Nom japonais | Distance (km) | Correspondances                                           | Localisation |
| ---------------- | ------------ | ------------- | --------------------------------------------------------- | ------------ |
| Unazuki          | 宇奈月       | 0             | Toyama Chihō Railway : Ligne principale (à Unazuki-onsen) | Kurobe       |
| Yanagibashi (ja) | 柳橋         | 2,1           |                                                           | Kurobe       |
| Moriishi         | 森石         | 5,1           |                                                           | Kurobe       |
| Kuronagi         | 黒薙         | 6,5           |                                                           | Kurobe       |
| Sasadaira        | 笹平         | 7,0           |                                                           | Kurobe       |
| Dashidaira       | 出平         | 9,1           |                                                           | Kurobe       |
| Nekomata         | 猫又         | 11,8          |                                                           | Kurobe       |
| Kanetsuri        | 鐘釣         | 14,3          |                                                           | Kurobe       |
| Koyadaira        | 小屋平       | 17,5          |                                                           | Kurobe       |
| Keyakidaira      | 欅平         | 20,1          | Chemin de fer industriel de Kurobe                        | Kurobe       |